# Пішванов Микола Іванович
Микола Іванович Пішванов (15 серпня 1908—1983) — радянський український актор. 

## Життєпис
Народився 15 серпня 1908 року в селищі Нижнє-Ханжонковськ на Донеччині в родині шахтаря. Закінчив Харківський музично-драматичний інститут. На початку 30-х років Микола Пішванов був актором Київського ТЮГу.
У 1941 році в складі бригади Київського театру юного глядача пішов на фронт де виступав зі спектаклями в шпиталях, на фронтах. Був актором Українського драматичного театру «Березіль», Полтавського обласного драматичного театру, Київського театру юного глядача, Київського драматичного театру ім. І.Франка.
Пішов з життя у 1983 році.

## Фільмографія
Знімався у фільмах: «Назар Стодоля» (1936, Гнат Карий), «Третій удар» (1948, Микита Степанюк), «Максимко» (1953, Захарич), «Над Черемошем» (1955, епіз.), «Море кличе», «Пригоди з піджаком Тарапуньки» (1955, епіз.), «Долина синіх скель» (1956, сліпий Данило Чемер), «Кривавий світанок» (1956, Хома Гудзь), «300 років тому…» (1956, отаман Соколов), «Правда» (1957, епіз.), «Сватання на Гончарівці» (1958, Павло Кандзюба), «Григорій Сковорода» (1959, поміщик Томара), «Звичайна історія» (1960), «Кров людська — не водиця» (1960, Іванішин), «Повія» (1961, Грицько Супруненко), «Сон» (1964), «Весілля в Малинівці» (1967), «Падав іній» (1969), «Варчина земля» (1969, т/ф, 4 с), ««Мир хатам, війна палацам»» (1970, т/ф, 4 с, Іван Бриль), «Іду до тебе...» (1971), «Дума про Ковпака» (1973) та ін.